# Frei Luís de Sousa (Film)
Frei Luís de Sousa ist ein portugiesischer Film des Regisseurs António Lopes Ribeiro aus dem Jahr 1950. Das schwarzweiße Filmdrama ist die Verfilmung des gleichnamigen Hauptwerkes des portugiesischen Dramatikers und Schriftstellers Almeida Garrett. Das Stück beschäftigt sich mit den Erinnerungen des Chronisten Luis de Sousa (Frei ist der portugiesische Titel für Ordensbrüder) und gilt als eines der bedeutendsten Werke der portugiesischen Theatergeschichte und der europäischen Romantik.

## Handlung
Nach der schicksalhaften Schlacht von Alcácer-Quibir 1578 wartet die abergläubische Adlige Madalena de Vilhena vergebens auf die Rückkehr ihres Mannes D. João de Portugal, der schließlich für tot gehalten wird. Sie heiratet danach Manoel de Sousa Coutinho, ebenfalls ein Nordafrikaveteran und ein großer Verehrer Madalenas. Sie bekommen eine Tochter, die tuberkulosekranke Maria de Noronha. Ihr aufmerksamer und hilfsbereiter Erzieher Telmo Pais ist Maria sehr zugetan, fühlt sich seinem früheren Herrn João de Portugal aber weiter verpflichtet und lehnt die neue Heirat seiner Herrin innerlich ab.
Der patriotische Sousa Coutinho verweigert sich den neuen spanischen Herrschern, nachdem Portugal durch den Tod den Königs in der Schlacht durch Erbfolge an Spanien fiel (Iberische Union 1580–1640). Um den neuen Statthalter nicht empfangen zu müssen, brennt Sousa Coutinho das eigene Heim nieder. Seine Gattin nimmt es als böses Omen, als auch das Porträt ihres ersten Mannes in den Flammen aufgeht. Die Familie lebt nun im früheren Heim des gefallenen João de Portugal und Madalena erwartet fortan auch den Verlust ihres zweiten Ehemanns.
Als ein geheimnisvoller alter Pilger das Haus erreicht, stellt sich dieser später, gegen seinen aus Rücksicht auf alle Beteiligten gefassten Willen, als João de Portugal heraus, der nach 20 Jahren unerwartet heimgekehrt ist. Für die Familie bricht damit ihre Welt zusammen. Die kranke Tochter gilt nun als unehelich und klagt Kirche und Gesellschaft an, bevor sie schließlich in Anwesenheit der Eltern stirbt. Vom Schicksal gebeutelt und gesellschaftlich diskreditiert, trennt sich das Paar, um fortan in Klöstern zu leben, wo sie neue Namen annehmen.

## Rezeption
Der Film feierte am 21. September 1950 Premiere im Lissabonner Kino Cinema São Jorge. Der Regisseur adaptierte hier das bekannte gleichnamige Theaterstück für das Kino.
Der Film wurde überwiegend in den Filmstudios der Lisboa Filme und der Tóbis Portuguesa gedreht, der spätere Regisseur Manuel Guimarães war hier Regieassistent. Für den Portugiesischen Film war dies eine große Produktion, ermöglicht durch die 1948 geschaffene staatliche Filmförderung Fundo de Cinema Nacional (heute ICA). Es war zudem ein Versuch der Propagandabehörde SNI unter ihrem filmbegeisterten Leiter António Ferro, die langsam niedergehende Filmproduktion nach der Hochphase des portugiesischen Kinos in den 1930er und 40er Jahren zu beleben.
Der Regisseur war inspiriert von Laurence Oliviers erfolgreichem Hamlet. Wie Olivier, der eines der bedeutendsten englischen Dramen verfilmte, wollte auch Ribeiro eines der wichtigsten portugiesischen Theaterstücke verfilmen und zugleich die Rivalität zwischen Film und Theater aufbrechen, mit einer originalgetreuen Bearbeitung des Textes in zeitgemäßer cineastischer Umsetzung.
Der Film war mit sechs Wochen allein im Premierenkino ein relativer Publikumserfolg, und die zeitgenössische Kritik nahm den Film ebenfalls sehr positiv auf. Die Propaganda des Regimes zeichnete das Werk, dank Förderung durch das Regime und mangels Konkurrenz wenig überraschend, mit dem Großen Preis für den besten Film 1950 aus, und Aquilino Mendes wurde zudem für die beste Kamera ausgezeichnet. In der Retrospektive bemängelt die Kritik heute die zu schwere Inszenierung und zu angestrengten Darbietungen, mit João Villaret als vielleicht einzige Ausnahme, während die damalige technische Umsetzung, insbesondere Kamera und Bühnenbild, anerkannt sind.
Frei Luís de Sousa erschien später bei Lusomundo, Anfang der 1990er Jahre zunächst als VHS-Kaufkassette und 2003 dann auch als DVD, in einer restaurierten Version in Zusammenarbeit mit der Cinemateca Portuguesa und mit umfangreichem Bonusmaterial.